# Trichospermum inmac
Trichospermum inmac är en malvaväxtart som först beskrevs av André Guillaumin, och fick sitt nu gällande namn av Karl Ewald Maximilian Burret. Trichospermum inmac ingår i släktet Trichospermum och familjen malvaväxter. Inga underarter finns listade i Catalogue of Life.